# Paolo Frangipane
Paolo Daniel Frangipane (Buenos Aires, 11 luglio 1979) è un ex calciatore argentino, di ruolo centrocampista.

## Carriera
Ha giocato nella massima serie dei campionati argentino, colombiano, rumeno, greco, cileno ed indonesiano, e nella seconda divisione argentina.

## Palmarès

### Club

#### Competizioni nazionali
- Coppa di Romania: 1

CFR Cluj: 2008-2009